# ミハイロ・ペトロヴィッチ
ミハイロ・ペトロヴィッチ（セルビア語: Михаило Петровић、英語: Mihailo〈Mihajlo・Michael〉Petrović、1957年10月18日 - ）は、セルビア（旧：ユーゴスラビア）・マチュヴァ郡ロズニツァ出身 の元プロサッカー選手、サッカー指導者。現役時代のポジションはミッドフィールダー、ディフェンダー。元ユーゴスラビア代表。

## 来歴

### 現役時代
当時のユーゴスラビアの首都ベオグラード近郊にあるロズニツァ出身。父親は工場作業員だった。
10歳からサッカーを始め、14歳（1971年）の時にユーゴスラビア1部リーグの名門レッドスター・ベオグラードユースにスカウトされ入団。1974年に当時2部リーグのFKラド・ベオグラードへレンタル移籍しプロデビュー、攻撃的なMFとしてプレー。1976年にレッドスター・ベオグラードへ復帰した。このころ、U-20ユーゴスラビア代表に選ばれている。
1978/79シーズン中にNKオリンピア・リュブリャナへ移籍し主力として活躍。1980年11月15日ユーゴスラビア代表としてスペインW杯予選イタリア戦に出場しキャップ1を記録している（0-2で敗戦）。1984年にディナモ・ザグレブへ移籍、セントラルミッドフィルダーとして同シーズンのカップ戦準優勝に貢献した。
翌1985年にオーストリア・ブンデスリーガのSKシュトゥルム・グラーツに移籍しリベロ として活躍。1987年以降は外国人選手としてはクラブ史上初の主将となりチームを引っぱった。また、家族と共にグラーツに定住し、1989年にはオーストリア国籍を取得。1993年、高年俸のベテランとなったペトロヴィッチに対し、シュトゥルムが経済的な理由と若返りの一環として一方的に解雇した。これにより現役引退したが、この契約解除をめぐり裁判にまで発展した。

### 指導者時代
1993年からハルトベルク郡にあるSVペラウで監督業を始める。
1996年、裁判まで発展していた古巣SKシュトゥルム・グラーツと和解し、アシスタントコーチ兼アマチュアチーム監督に就任。この時のトップ監督がイビチャ・オシムで、ペトロヴィッチは彼から多大な影響を受けたとのちに語っている。その後はオーストリアに隣接するスロベニア・1.SNLの下位クラブであるNKプリモリェやNKドムジャレで監督を務め、プリモリェでは2001/02シーズンにはリーグ2位となりUEFAカップ出場に導く。2002年から、ブランコ・オブラックのもと古巣オリンピア・リュブリャナでアシスタントコーチを務めた。
2003年9月、古巣のSKシュトゥルム・グラーツの監督に就任。厳しい予算制約があるなか積極的に若手を起用し、リーグ残留というクラブ目標を3シーズン達成し、2006年5月に契約満了。この際、グラーツサポーターは監督契約延長を求めて、4000人の署名を集めた。同年5月、オーストリア2部・FCケルンテンと監督として契約するも、その3週間後にサンフレッチェ広島がオファーしこれを受諾。
同年6月、Jリーグ下位に低迷していたサンフレッチェ広島監督に就任、停滞していた流れを若手起用やコンバートで乗り切り、J1残留させた。翌2007年、現行ルールで決勝トーナメントへ進んだ事のなかったナビスコカップで初の決勝トーナメント進出を果たすものの、一部の選手に固執したことが災いし、同年末に天皇杯で決勝に進出（準優勝）するも、リーグ入れ替え戦の末J2降格。これに対し、クラブ幹部はJ2降格チームとしては異例の監督留任を決定。翌2008年、FUJI XEROX SUPER CUP優勝、J2史上初の9月中優勝・全節首位を決め、J1昇格。J1復帰の2009年、昇格1年目のチームとしては当時の最高記録であるリーグ戦4位入賞、天皇杯の結果で繰り上げでACL出場権 を獲得した。2010年、ナビスコ杯準優勝。2011年末、広島は2年連続で赤字になる見込みとなったことから累積赤字解消のため、高年俸となったペトロヴィッチの契約延長を断念した。
2012年シーズンより、浦和レッズの監督に就任。契約期間は1年。
昨季15位にまで低迷したチームだったが、広島時代に指導した柏木陽介やこの年加入した槙野智章らと共にチームを再建し、リーグ前半戦を3位という好成績で折り返す。同年9月、その手腕を評価され、2013年シーズンも指揮を執ることが決定 重要な試合で勝ち切れないことも多々あったが、最終的にリーグ戦を3位で終了。就任1年目ながらACL出場権を獲得し、浦和を2008年以来5年ぶりとなるアジアの舞台へと導いた。
翌2013年シーズンは教え子の森脇良太やFW・興梠慎三等を獲得。昨年よりも下の6位に終わったものの、去年に続いて優勝争いに関わったことを買われ同年9月には来季の続投が決定した。
2014年シーズンは広島時代の教え子の西川周作と李忠成を獲得。昨季ボランチのポジションを務められる選手が少なかったため青木拓矢を獲得。また、ユースの関根貴大が昇格した。同年、10月第19節以降連続で首位に立っていることを評価され、2015年シーズンも指揮を執ることが決定した。同一人物が浦和で4シーズン以上監督を務めるのはクラブ史上初めてとなった。
2015年のJリーグは11シーズンぶりの2ステージ制となったが、1stステージを無敗で優勝。2ndステージは第3節でシーズン初黒星を喫した後に連敗した事に加え、広島が快調に勝ちを重ねた事も重なりクラブ史上最多タイの勝ち点72を稼ぎながらリーグ年間勝ち点は2位となった。Jリーグチャンピオンシップでは準決勝でG大阪に敗退し年間順位は3位となった。
チーム最長5年目のシーズンとなった2016年はG大阪とのPK戦の末、ルヴァンカップで優勝し、自身初の3大タイトル獲得となった。そしてレギュラーシーズンではクラブ史上最多となる74の年間勝ち点1位でシーズンを終えた。チャンピオンシップ決勝では、準決勝を勝ち上がった鹿島と対戦し敗れ2位でシーズンを終えることになった。
1ステージ制が復活した2017年シーズンも指揮を執り、矢島慎也、長澤和輝、オナイウ阿道らの若手有望株を獲得したほか、FWラファエル・シルバを獲得し、戦力の充実を図った。しかし、6月のリーグ戦3試合で3連敗するなど急失速。順位を8位まで落として折り返し期間を迎え、第19節で昇格組の北海道コンサドーレ札幌に敗れた翌日、契約解除。
2018年シーズンより、北海道コンサドーレ札幌の監督に就任。昨シーズン11位で残留が最低目標だったチームを就任1年で、システムがフィットし、最終的にはクラブ史上最高の4位でシーズンを終えた。また、2017年は無得点だったチャナティップもペトロヴィッチのサッカーにフィットし活躍、Jリーグベスト11に選出された。自身も初のJリーグ優秀監督賞を受賞した。
2024年シーズンは残留争いに巻き込まれ最下位となると、5月29日、「北海道コンサドーレ札幌にかかわる全ての皆さまへ」のプレスリリースを掲載し、その中で「今シーズンをクラブとミシャ監督との集大成として考えています」として、シーズン途中での監督交代は行わないことと、2024年シーズンでの退任が発表された。11月30日、ラスト2試合を残してのJ2降格が決まった。

## 人物

### 戦術コンセプト
基本的に攻撃的なサッカーを好む。GK・DFラインからパスを繋ぐ「モダンなサッカー」、師であるイビチャ・オシムと同じコンセプト「考えて走るサッカー」、守備にリスクを掛けてまで行う攻撃的なサッカー を目指している。一方で「仕事」と表現する、相手に合わせて比較的守備的なサッカーを展開することもある。
特異な戦術の一つに「可変DFライン」がある。登録上はDF3人の3バックだが、状況によって2バックや4バック・5バックとDFラインの枚数が変化する。オーバーラップを多用し攻守に数的優位を作り出す事が目的で、特に4バック時はセンターバック(CB)とサイドバック(SB)で構成される従来のものとは違う動きを見せるのも特徴。
ちなみに、この戦術は「考えて走るサッカー」を選手が消化し、選手間のコミュニケーションで生み出された。上記のGKからパスを繋ぐサッカーに加えこの戦術を機能させるため、CBに攻撃的な要素を多く要求している ことから、広島時代はSBが本職の森脇良太やMFが本職の森崎和幸、清水時代にCBからボランチにコンバートされた戸田和幸、元々FWだった盛田剛平をCBとして起用している。
もう一つの特徴的な戦術に「5トップ」がある。登録上はFW1人に攻撃的なMF2人の3-6-1（1トップ2シャドー）だがこの3人に両サイドのMFを加えた5人が前線に出て相手DFラインに張り付き、ポストプレーや飛び出しの流動性でギャップをつく。これも可変DFラインと同様にペトロヴィッチ本人のアイデアに加え、選手間のコミュニケーション、特に森崎和幸の閃きから生まれた。

### 選手へのアプローチ
若手を育てることに定評がある。シュトゥルム・グラーツ監督時代はユルゲン・ゾイメル、クリストフ・ライトゲープ、クラウス・ザルムッターらをオーストリア代表へ、広島では槙野智章、柏木陽介、青山敏弘、森脇良太等を、浦和では、関根貴大をあらゆる世代の日本代表に送り出している。

## 個人成績
選手成績
| 国内大会個人成績 | 国内大会個人成績   | 国内大会個人成績 | 国内大会個人成績 | 国内大会個人成績             | 国内大会個人成績          | 国内大会個人成績 | 国内大会個人成績 | 国内大会個人成績 | 国内大会個人成績 | 国内大会個人成績 | 国内大会個人成績 |
| 年度             | クラブ             | 背番号           | リーグ           | リーグ戦                     | リーグ戦                  | リーグ杯         | リーグ杯         | オープン杯       | オープン杯       | 期間通算         | 期間通算         |
| 年度             | クラブ             | 背番号           | リーグ           | 出場                         | 得点                      | 出場             | 得点             | 出場             | 得点             | 出場             | 得点             |
| ユーゴスラビア   | ユーゴスラビア     | ユーゴスラビア   | ユーゴスラビア   | リーグ戦                     | リーグ戦                  | リーグ杯         | リーグ杯         | オープン杯       | オープン杯       | 期間通算         | 期間通算         |
| ---------------- | ------------------ | ---------------- | ---------------- | ---------------------------- | ------------------------- | ---------------- | ---------------- | ---------------- | ---------------- | ---------------- | ---------------- |
| 1974-75          | ラド               |                  | 2部              |                              |                           |                  |                  |                  |                  |                  |                  |
| 1975-76          | ラド               |                  | 2部              |                              |                           |                  |                  |                  |                  |                  |                  |
| 1976-77          | レッドスター       |                  | 1部              | 0                            | 0                         |                  |                  |                  |                  |                  |                  |
| 1977-78          | レッドスター       |                  | 1部              | 5                            | 0                         |                  |                  |                  |                  |                  |                  |
| 1978-79          | レッドスター       |                  | 1部              | 2                            | 0                         |                  |                  |                  |                  |                  |                  |
| 1978-79          | オリンピア         |                  | 1部              | 17                           | 2                         |                  |                  |                  |                  |                  |                  |
| 1979-80          | オリンピア         |                  | 1部              | 33                           | 3                         |                  |                  |                  |                  |                  |                  |
| 1980-81          | オリンピア         |                  | 1部              | 29                           | 0                         |                  |                  |                  |                  |                  |                  |
| 1981-82          | オリンピア         |                  | 1部              | 17                           | 1                         |                  |                  |                  |                  |                  |                  |
| 1982-83          | オリンピア         |                  | 1部              | 17                           | 0                         |                  |                  |                  |                  |                  |                  |
| 1983-84          | オリンピア         |                  | 1部              | 34                           | 1                         |                  |                  |                  |                  |                  |                  |
| 1984-85          | ディナモ・ザグレブ |                  | 1部              | 34                           | 0                         |                  |                  |                  |                  |                  |                  |
| オーストリア     | オーストリア       | オーストリア     | オーストリア     | リーグ戦                     | リーグ戦                  | リーグ杯         | リーグ杯         | オーストリア杯   | オーストリア杯   | 期間通算         | 期間通算         |
| 1985-86          | グラーツ           |                  | 1部              | 30                           | 3                         |                  |                  |                  |                  |                  |                  |
| 1986-87          | グラーツ           |                  | 1部              | 35                           | 0                         |                  |                  |                  |                  |                  |                  |
| 1987-88          | グラーツ           |                  | 1部              | 36                           | 1                         |                  |                  |                  |                  |                  |                  |
| 1988-89          | グラーツ           |                  | 1部              | 21                           | 1                         |                  |                  |                  |                  |                  |                  |
| 1989-90          | グラーツ           |                  | 1部              | 36                           | 0                         |                  |                  |                  |                  |                  |                  |
| 1990-91          | グラーツ           |                  | 1部              | 36                           | 1                         |                  |                  |                  |                  |                  |                  |
| 1991-92          | グラーツ           |                  | 1部              | 22                           | 0                         |                  |                  |                  |                  |                  |                  |
| 1992-93          | グラーツ           |                  | 1部              | 17                           | 0                         |                  |                  |                  |                  |                  |                  |
| 通算             | ユーゴスラビア     | ユーゴスラビア   | 1部              | 188                          | 7\|\|\|\|\|\|\|\|\|\|\|\| |                  |                  |                  |                  |                  |                  |
| 通算             | ユーゴスラビア     | ユーゴスラビア   | 2部              | \|\|\|\|\|\|\|\|\|\|\|\|\|\| |                           |                  |                  |                  |                  |                  |                  |
| 通算             | オーストリア       | オーストリア     | 1部              | 233                          | 6\|\|\|\|\|\|\|\|\|\|\|\| |                  |                  |                  |                  |                  |                  |
| 総通算           | 総通算             | 総通算           | 総通算           | \|\|\|\|\|\|\|\|\|\|\|\|\|\| |                           |                  |                  |                  |                  |                  |                  |

代表成績
- 国際Aマッチ 1試合（1980年）[23]

| ユーゴスラビア代表 | 国際Aマッチ | 国際Aマッチ |
| 年                 | 出場        | 得点        |
| ------------------ | ----------- | ----------- |
| 1980               | 1           | 0           |
| 通算               | 1           | 0           |

監督成績
| 年度 | クラブ | 所属 | 試合数 | 勝 | 分 | 敗 | 勝点 | 順位 | Jリーグ杯          | 天皇杯    | ACL                |
| ---- | ------ | ---- | ------ | -- | -- | -- | ---- | ---- | ------------------ | --------- | ------------------ |
| 2006 | 広島   | J1   | 22     | 11 | 2  | 9  | 35   | 10位 | -                  | 5回戦敗退 | -                  |
| 2007 | 広島   | J1   | 34     | 8  | 8  | 18 | 32   | 16位 | ベスト8            | 準優勝    | -                  |
| 2008 | 広島   | J2   | 42     | 31 | 7  | 4  | 100  | 優勝 | -                  | ベスト8   | -                  |
| 2009 | 広島   | J1   | 34     | 15 | 11 | 8  | 56   | 4位  | グループリーグ敗退 | 3回戦敗退 | -                  |
| 2010 | 広島   | J1   | 34     | 14 | 9  | 11 | 51   | 7位  | 準優勝             | 3回戦敗退 | グループリーグ敗退 |
| 2011 | 広島   | J1   | 34     | 14 | 8  | 12 | 50   | 7位  | 1回戦敗退          | 3回戦敗退 | -                  |
| 2012 | 浦和   | J1   | 34     | 15 | 10 | 9  | 55   | 3位  | グループリーグ敗退 | 4回戦敗退 | -                  |
| 2013 | 浦和   | J1   | 34     | 17 | 7  | 10 | 58   | 6位  | 準優勝             | 3回戦敗退 | グループリーグ敗退 |
| 2014 | 浦和   | J1   | 34     | 18 | 8  | 8  | 62   | 2位  | ベスト8            | 3回戦敗退 | -                  |
| 2015 | 浦和   | J1   | 34     | 21 | 9  | 4  | 72   | 3位  | ベスト8            | 準優勝    | グループリーグ敗退 |
| 2016 | 浦和   | J1   | 34     | 23 | 5  | 6  | 74   | 2位  | 優勝               | 4回戦敗退 | ベスト16           |
| 2017 | 浦和   | J1   | 20     | 9  | 2  | 9  | 29   | 8位  | -                  | 4回戦     | ベスト8            |
| 2018 | 札幌   | J1   | 34     | 15 | 10 | 9  | 55   | 4位  | グループリーグ敗退 | 4回戦敗退 | -                  |
| 2019 | 札幌   | J1   | 34     | 13 | 7  | 14 | 46   | 10位 | 準優勝             | 2回戦敗退 | -                  |
| 2020 | 札幌   | J1   | 34     | 10 | 9  | 15 | 39   | 12位 | ベスト8            | -         | -                  |
| 2021 | 札幌   | J1   | 38     | 14 | 9  | 15 | 51   | 10位 | ベスト8            | 3回戦敗退 | -                  |
| 2022 | 札幌   | J1   | 34     | 11 | 12 | 11 | 45   | 10位 | プレーオフ敗退     | 3回戦敗退 | -                  |
| 2023 | 札幌   | J1   | 34     | 10 | 10 | 14 | 40   | 12位 | ベスト8            | 4回戦敗退 | -                  |
| 2024 | 札幌   | J1   | 38     | 9  | 10 | 19 | 37   | 19位 | ベスト8            | 4回戦敗退 | -                  |

## タイトル

### 監督時代
サンフレッチェ広島
- J2リーグ：1回（2008年）
- FUJI XEROX SUPER CUP：1回（2008年）

浦和レッズ
- J1リーグ 1stステージ：1回（2015年）
- J1リーグ 2ndステージ：1回（2016年）
- Jリーグカップ：1回（2016年）

### 個人
- J1リーグ優秀監督賞：1回（2018年）

## 参考資料
- 「ペトロヴィッチ監督インタビュー」『サンフレッチェ広島季刊紙ASSIST』、産興（Tj HIROSHIMA編集室）、2006年7月、4-7頁、2011年8月19日閲覧。
- 「ペトロビッチ監督の美意識」、朝日新聞、2011年1月、2011年8月19日閲覧。
- Petrović Mihajlo. .reprezentacija.rs 2011年8月19日閲覧。.
- 「広島監督就任記者会見」『広島サッカー向上委員会』、中国放送、2006年6月、2011年8月19日閲覧。
- 「ペトロビッチ監督、オシム氏を語る」、中国新聞、2006年6月、 オリジナルの2006年7月14日時点におけるアーカイブ、2011年8月19日閲覧。